# Mouhamed Diop
Ne doit pas être confondu avec Mohamed Diop (football).
Pour les articles homonymes, voir Diop.
Mouhamed Diop, né le 30 septembre 2000 à Thiaroye, est un footballeur sénégalais qui évolue au poste de milieu offensif à l'ESTAC Troyes.

## Biographie

### Débuts et formation
Mouhamed Diop, né le 30 septembre 2000 à Thiaroye, est formé à l'AS Dakar Sacré-Cœur. Après être passé par toutes les catégories jeunes, il intègre l'équipe première en 2020.

### Kocaelispor
Le 8 septembre 2021, Mouhamed Diop s'engage avec le Kocaelispor.
Il fait ses débuts pour Kocaelispor, le 27 octobre 2021, lors du 3e tour de Türkiye Kupasi contre le Bayburt Özel İdarespor (en) (victoire 2-0).
Le 10 décembre 2021, lors de la 16e journée de Trendyol 1.Lig contre le Erzurumspor FK, Diop inscrit son premier but avec le Kocaelispor (victoire 2-0).

### Prêt au FC Sheriff Tiraspol
Le 25 juillet 2022, Mouhamed Diop est prêté pour une saison au FC Sheriff Tiraspol.
Il fait ses débuts pour le FC Sheriff Tiraspol, le 30 juillet 2022, remplaçant Charles Petro, lors de la 1ere journée de Super Liga contre le FC Zimbru Chișinău (match nul 1-1).
Le 3 septembre 2022, lors de la 6e journée de Super Liga contre le Dacia Buiucani, Diop inscrit son premier but avec le FC Sheriff Tiraspol (victoire 2-0).
En mai 2023, Mouhamed Diop et le FC Sheriff Tiraspol deviennent Champion de Moldavie de Super Liga et Champion de la Coupe de Moldavie.

### ESTAC Troyes
Le 25 juillet 2023, Mouhamed Diop s'engage librement avec l'ESTAC Troyes, il paraphe un contrat allant jusqu'en 2028.
Il fait ses débuts pour l'ESTAC Troyes, le 5 aout 2023, remplaçant Rafiki Saïd, lors de la 1ere journée de Ligue 2 contre l'USL Dunkerque (match nul 2-2).
Le 5 décembre 2023, lors de la 17e journée de Ligue 2 contre l'Amiens SC, Diop inscrit son premier but avec l'ESTAC Troyes (victoire 2-0).

### Parcours en sélection
Mouhamed Diop est international junior sénégalais ayant joué pour le Sénégal -17 ans et le Sénégal -20 ans pendant l'année 2017 pour un total de 11 matchs joués et 4 buts inscrits.

## Palmarès

### En club
- FC Sheriff Tiraspol
  - Champion de la Coupe de Moldavie en 2023
  - Champion de Moldavie de Super Liga en 2023